# Дарнагюль (станція метро)
40°25′02″ пн. ш. 49°51′01″ сх. д. / 40.41722° пн. ш. 49.85028° сх. д.
«Дарнагюль» (азерб. Dərnəgül) — 23-я станція Бакинського метрополітену.
Станція була відкрита 29 червня 2011 як продовження лінії від станції «Азадлиг проспекті».

## Розташування
Розташована в промзоні Дарнагюль, за 7 мікрорайоном, поблизу залізничної гілки Баку — Баладжарі. Спочатку розташування планувалося у південно-східному краю 7-го мікрорайону. 

## Колійний розвиток
Обіг на станції здійснюється за тимчасовою схемою, через з'їзд перед станцією. Надалі, лінію планується продовжити до станції метро «Кероглу». На перегоні «Азадлиг проспекті» - «Дарнагюль» побудований з'їзд до споруджуваного депо «Дарнагюль».

## Технічна характеристика
Конструкція станції — односклепінна, мілкого закладення. Протяжність зданого пропускного комплексу становить 1548 погонних метрів, станції — 302 погонних метри. На станції заставлено тактильне покриття.

## Оздоблення
В архітектурі станції використані класичні мотиви і стилізовані елементи національного орнаменту. При виконанні на станції облицювальних робіт були використані близько 500 тис. м² природного мармуру та граніту з України, Туреччини та Індії
Для освітлення пасажирської платформи впроваджена система освітлення типу підвісної стелі німецького виробництва. Крім цього, станція має 4 виходи, які оснащені інформаційними моніторами. Енергозабезпечення станції метро виконується за допомогою понижувального трансформатора в 10 кВ.
На новій станції встановлено 3 ескалатора висотою підйому 7 метрів. Крім цього, використані плазмові електронні табло, що показують напрямок маршрутів. Вперше в Бакинському метрополітені впроваджено систему SOS. За рахунок інвестицій, виділених в кінці минулого року, на станції «Дарнагюль» також як і на інших впроваджені системи відеоспостереження, впізнання та ін
Автоматичний контрольний пункт та інші апарати за допомогою волоконно-оптичних кабелів підключені до центрального серверу. За допомогою спеціальних відеокамер на станції «Дарнагюль» можна контролювати вхід-вихід, вестибюль, ескалатор тощо. У той же час на платформі станції встановлені нові електронно-інтервальні годинники.